# Iyasus Moa
Iyasus Moa (ou Iyäsus Mo'a, c'est-à-dire « Jésus a vaincu ») est un célèbre moine chrétien éthiopien, né le 21 mai 1214 dans la localité de Dahna de la province de Bégemeder, mort le 22 novembre 1293. Il est le fondateur du monastère Saint-Étienne (Estefanos) dans une île (aujourd'hui presqu'île) du lac Hayq (près d'Amba Sel, dans la province de Wello), où il mourut.

## Sources
La source principale est le Gädla Iyäsus Mo'a, la Vie du saint, dont la rédaction remonterait à la seconde moitié du XVe siècle. Il existe également un récit plus court dans une homélie ancienne (dersân) qui lui est dédiée, mais qui n'est pas datée. Or, dans ce récit, il n'est fait aucune référence, ni aux rois Zagwés, ni à Yekouno Amlak, ce qui soulève la question de savoir si l'homélie est antérieure au Gadl et représente une tradition plus authentique. D'autre part, il existe un précieux manuscrit, l'Évangéliaire de Hayq, copié dans le monastère Saint-Étienne sous l'abbatiat d'Iyasus Moa, et qui contient quelques documents insérés sur le saint.

## Vie
Arrivé à la trentaine, ayant refusé le mariage, il se rendit à l'antique monastère de Däbrä Damo, près d'Aksoum, où il effectua un noviciat de sept ans, très rude, sous la direction d'Abba Yohanni, supérieur de l'établissement. Cette formation achevée, il partit vers le sud et s'établit dans l'île du lac Hayq (donc vers 1250). D'après la tradition, il y avait déjà là une église Saint-Étienne (et une autre à proximité du lac) datant du milieu du IXe siècle, mais il est certain que c'est Iyasus Moa qui donna son importance religieuse à l'endroit. Il continua à y mener la vie de rude ascèse à laquelle l'avait entraîné Abba Yohanni, n'ayant par exemple jamais dormi couché pendant cinquante ans, mais prenant seulement des moments de repos assis. Parmi ses disciples, il y eut un autre grand nom du monachisme éthiopien : Takla Haymanot, qui serait resté auprès de lui pendant dix ans. Dans les générations suivantes, des personnalités religieuses de premier plan (Abba Bäsälotä Mika'el, Aron le Thaumaturge de Däbrä Darét, Abba Giyorgis de Segla) furent également formées dans l'établissement qu'il avait fondé.
Une tradition lie étroitement Iyasus Moa à Yekouno Amlak, « restaurateur » de la dynastie des Salomonides : selon le Gädla Iyäsus Mo'a, le jeune prince, dont une prophétie avait annoncé l'avènement, était menacé de mort, et sa mère le conduisit au monastère Saint-Étienne, où Iyasus Moa le prit sous sa protection et fit son éducation ; après sa victoire sur le dernier des Zagwés (1270), le jeune homme aurait été reconnu descendant du roi Salomon et de la reine de Saba grâce au saint ascète. En signe de gratitude, Yekouno Amlak établit et dota très largement le monastère Saint-Étienne : il exclut les femmes et les laïcs de l'île, et aurait donné en fief à l'établissement un tiers des terres de son royaume. Les successeurs de Iyasus Moa (qui lui-même ne quitta pas son île jusqu'à sa mort) reçurent à la cour royale le titre de  'aqabä sä'at (« gardien des heures »), qu'ils conservèrent jusqu'à l'invasion de l'Éthiopie par le musulman Ahmed Ibn Ibrahim Al-Ghazi, qui s'empara du monastère et le pilla en 1531.

## Postérité
Un conflit de traditions a existé autour des deux figures de Iyasus Moa et de Takla Haymanot, reflétant une rivalité entre le monastère Saint-Étienne du lac Hayq et celui d'Asbo, devenu Däbrä Libanos, fondé par Takla Haymanot dans la province de Shewa. Ce dernier établissement est devenu prééminent depuis le XVIe siècle, son supérieur étant l'Itchégué, le chef de tous les moines du pays. Une autre tradition a donc substitué Takla Haymanot à Iyasus Moa dans son rôle auprès de Yekouno Amlak, et d'autre part la relation maître-disciple entre les deux a été brouillée : Iyasus Moa aurait quitté Däbrä Damo sans avoir achevé sa formation (sans avoir reçu l' askéma, le scapulaire monastique), et il aurait envoyé Takla Haymanot auprès d'Abba Yohanni, où celui-ci serait resté sept ans comme lui, et c'est Takla Haymanot, à son retour, qui lui aurait conféré de ses mains l' askéma.

## Édition de laVie
- Stanislas Kur (éd., trad.), Gadla Iyasus Mo'a / Actes de Iyasus Mo'a, abbé du couvent Saint-Étienne de Hayq (avec une introduction d'Enrico Cerulli), Corpus Scriptorum Christianorum Orientalium, t. 259-260 (Scriptores Æthiopici, t. 49-50), Louvain, 1965.